# 者腊乡
者腊乡，是中华人民共和国云南省文山壮族苗族自治州砚山县下辖的一个乡镇级行政单位。

## 行政区划
者腊乡下辖以下地区：
者腊村、克丘村、老龙村、六诏村、垮溪村、羊革村和布那村。

## 中国传统村落
2013年8月，批洒村被评为第二批中国传统村落。